# Delta (Minas Gerais)
Delta é um município brasileiro do estado de Minas Gerais, na microrregião de Uberaba. Localiza-se a uma latitude 19º58'36" sul e a uma longitude 47º46'16" oeste, estando a uma altitude de 500 metros. Sua população de acordo com o censo 2022 era de 10 494 habitantes. 
Possui uma área de 102,784 km². A densidade demográfica é de 102,1 hab/km².

## História
Delta passou a existir como município pela lei estadual n.º 12.030, de 22 de dezembro de 1995. Mas a história de Delta começa na década de 1920, numa fazenda que pertencia ao coronel João Morena Lara e que mais tarde passou a pertencer à família Lopes Cançado. A fazenda foi loteada dando início a um povoado.
O que atraía as pessoas para essa região era a agricultura, sendo que à época se cultivava arroz, milho, feijão e café. Com o passar dos anos, transformou-se em distrito de Uberaba.

## Geografia
O município de Delta situa-se no Triângulo Mineiro, na divisa entre os estados de Minas Gerais e São Paulo. Nos limites com o estado de São Paulo seu território inicia-se no Rio Grande, na foz do ribeirão Ponte Alta, e segue pela divisa interestadual até a foz do ribeirão Conquistinha.
Seus limites com o município de Conquista iniciam-se no ribeirão Ponte Alta, na foz do ribeirão Santa Efigênia, seguindo por ele até a sua foz, no Rio Grande.
Também mantém limites: com o município de Uberaba, através do rio Grande. Constituem-se municípios vizinhos: Aramina e Igarapava do lado paulista, Conquista e Sacramento do lado mineiro.
As condições de localização e acesso do município de Delta são privilegiadas. É margeado pela BR-050, que liga São Paulo, Triângulo Mineiro e Brasília, além de estabelecer conexões com a BR-262, que constitui divisa de Minas Gerais e Mato Grosso do Sul, Belo Horizonte e Vitória; é margeado também pela rodovia MG-427 e a SP-330.Existe também a ligação ferroviária com ramal instalado no distrito industrial três de Uberaba, a cerca de 10 km de Delta.
As facilidades de infra-estrutura disponíveis em Uberaba, cidade em que Delta esta distante a apenas 27 km do centro desta,  permitem a interligação viária com os principais mercados, portos e aeroportos da região sudeste e da capital federal. Também, a proximidade ao aeroporto de Uberaba, com ótimas condições operacionais, enriquecem as possibilidades de acesso e transporte à população do município.

### Hidrografia
O principal rio que circunda o município é o Rio Grande, tendo como afluentes: ribeirão Ponte Alta e o ribeirão Conquistinha.
Região rica em recursos hídricos, delta é cortada também pelos córregos: dos Macacos, córrego Colorado, Varjão; córrego Jaó, Jangará, Capão Seco, Fazendão, Malícia, Calafate e Retiro.

## Produção

### Primária
Cultiva-se de cana-de-açúcar, milho e soja. A pecuária local desenvolveu a produção de sêmen e embriões bovinos. Há também extração de areia.

### Secundária
Álcool, açúcar.

## Telefonia
Delta conta com os serviços da Companhia Telefônica do Brasil Central (CTBC), como concessionária da rede de telefonia, no sistema digital de fibra óptica.

## Educação
Escolas:
- Escola Municipal "Olavo De Oliveira Ferreira"
- Escola Municipal "Ana de Castro Cançado"
- Escola Estadual "Ivan Mattar Soukef"